# Plärrer (metropolitana di Norimberga)
La stazione di Plärrer è un'importante stazione della metropolitana di Norimberga, servita da tutte le linee della rete. Prende nome dalla piazza denominata "Plärrer", sotto cui si trova.

## Storia
La stazione venne attivata il 20 settembre 1980, come parte del prolungamento della linea U 1 dalla stazione di Weißer Turm a quella di Bärenschanze.
Il 28 gennaio 1984 venne attivata la prima tratta della linea U 2, dal capolinea provvisorio di Plärrer alla stazione di Schweinau; il 24 settembre 1988 la U 2 fu prolungata verso est fino alla Hauptbahnhof. Dal 14 giugno 2008 sugli stessi binari della U 2 venne attivata anche la linea U 3.

## Strutture e impianti
Si tratta di una stazione sotterranea d'interscambio, con i binari posti in due livelli sotterranei ed eserciti per direzione: sotto il mezzanino (livello -1) si trova il livello -2 con i binari in direzione periferia, e sotto a questo il livello -3 con i binari in direzione centro. In tal modo, l'interscambio fra le linee risulta semplificato (tutti gli itinerari dalla periferia al centro, e viceversa, sono possibili alla stessa banchina).
Esiste anche una predisposizione per un livello -4, che secondo i piani avrebbe dovuto essere servito da un'ulteriore linea in direzione nord-sud; poiché tale linea non venne mai costruita, le opere predisposte sono rimaste inutilizzate.

## Interscambi
- Fermata tram (Plärrer, linee 4 e 6)[2]
- Fermata autobus[2]